# Chloropsis palawanensis
Il fogliarolo golagialla o fogliarolo di Palawan (Chloropsis palawanensis (Sharpe, 1876)) è un uccello passeriforme della famiglia dei Chloropseidae.

## Descrizione

### Dimensioni
Misura 15,8-17,2 cm di lunghezza.

### Aspetto
Si tratta di uccelli dall'aspetto robusto, muniti di becco conico e allungato, ali arrotondate, coda dall'estremità squadrata e zampe forti.
Il piumaggio è in massima parte di colore verde brillante, con orlo delle ali (ad eccezione delle remiganti primarie, che presentano orlo di colore giallo) azzurro: il ventre mostra una lieve sfumatura giallastra, mentre fronte, guance, gola e petto (come del resto intuibile dal nome comune) sono di colore giallo limone.

Il dimorfismo sessuale è poco evidente, con femmine dall'estensione e tonalità del giallo facciale minori rispetto ai maschi, i quali inoltre presentano un sottile cerchio di colore blu-azzurro attorno agli occhi e alla base del becco.
Il becco e le zampe sono nerastri, mentre gli occhi sono di colore bruno scuro.

## Biologia
Si tratta di uccelli dalle abitudini di vita essenzialmente diurne e solitarie (ma che durante la stagion degli amori tendono a muoversi in coppie), non di rado aggregandosi all'infuori del periodo riproduttivo a stormi misti in compagnia di altre specie affini: questi uccelli sono abitatori della canopia, dove passano la maggior parte della giornata alla ricerca di cibo, passando quasi inosservati in virtù della colorazione mimetica, sebbene brillante.

### Alimentazione
Si tratta di animali onnivori, la cui dieta si compone di frutta, semi e piccoli invertebrati reperiti fra il fogliame.

### Riproduzione
Mancano informazioni sulla riproduzione di questi uccelli, che tuttavia molto verosimilmente non differisce significativamente, per modalità e tempistica, da quanto osservabile nelle altre specie della famiglia.

## Distribuzione e habitat
Il fogliarolo golagialla è endemico delle Filippine, nelle quali è osservabile (come intuibile dal nome scientifico) a Palawan oltre che nelle vicine Calamian, Dumaran e Balabac. 
L'habitat di questi uccelli è rappresentato dalla foresta umida sempreverde di pianura: questi uccelli si avventurano inoltre di tanto in tanto nelle aree di ricrescita secondaria sul limitare delle foreste primarie.

## Tassonomia
Sebbene alcuni autori considererebbero la specie vicina al fogliarolo delle Filippine, gli esami a livello molecolare hanno invece evidenziato una forte affinità con la sottospecie septentrionalis del fogliarolo verde minore, dando quindi parafilia.